# Hovengen
Hovengen ligger i Øland Sogn, Brovst Kommune og er et areal ved Oxholm Skov, hvor hoveri tidligere blev udført af bønderne fra Østerby og Sønder Økse.
I det 12. og 13. århundrede var bøndernes pligtarbejde almindelig på private herregårde og godser, således var Oxholms landbrugsdrift var dengang udelukkende baseret på hoveri.
57°05′33.45″N 09°35′44.11″Ø / 57.0926250°N 9.5955861°Ø